# Sông Tô Lịch
Sông Tô Lịch (chữ Hán: 蘇瀝江) là một con sông nhỏ, chảy trong địa phận thủ đô Hà Nội. Dòng chính sông Tô Lịch khi chảy qua các quận huyện: Đống Đa, Thanh Xuân, Cầu Giấy, Ba Đình, Hoàng Mai và Thanh Trì còn được gọi là Kim Giang. Sông Tô Lịch là một đường bao của kinh đô Thăng Long xưa, nó là một cạnh của tứ giác nước Thăng Long.

## Tên gọi
Tên sông Tô Lịch tương truyền lấy từ tên một vị thần tên là Tô Lịch sống vào thời nhà Tấn đô hộ xứ Giao Chỉ. Đến thời nhà Đường, thành Đại La đã được xây dựng tại đây.

## Lịch sử
Tô Lịch vốn từng là một phân lưu của sông Hồng, đưa nước từ thượng lưu ở sông Hồng sang sông Nhuệ. Đến đoạn trung lưu, nó gặp hồ Tây (là dấu tích của đoạn sông Hồng cũ, nằm cạnh Quán Thánh) là một phần nước từ hồ Tây được cung cấp cho đoạn sông từ đó đến hạ lưu. Sách Đại Nam nhất thống chí (soạn giữa thế kỷ 19) đã viết:
Sông Tô ở phía Đông tỉnh thành (Hà Nội) là phân lưu của sông Nhị, chảy theo phía Bắc tỉnh thành vào cửa cống thôn Hương Bài, tổng Đồng Xuân, huyện Thọ Xương (cửa sông xưa nằm ở vị trí phố Cầu Gỗ quận Hoàn Kiếm) chuyển sang phía Tây huyện Vĩnh Thuận đến xã Nghĩa Đô ở phía Đông huyện Từ Liêm và các tổng thuộc huyện Thanh Trì, quanh co gần 60 dặm, tới xã Hà Liễu ( nay là xã Khánh Hà, huyện Thường Tín) chảy vào sông Nhuệ.

## Đặc điểm

### Đoạn sông bị lấp
Đoạn sông từ Cầu Gỗ đến Bưởi, nay đã bị lấp, chỉ còn lại một vài dấu tích như ở Thụy Khuê (nằm ở mặt sau của tòa chung cư Golden West Lake và một khu dân cư nhỏ ở gần chợ Tam Đa). Và do đó, sông Tô Lịch không còn thông với sông Hồng nữa. Dòng chảy của đoạn sông đã bị lấp này theo lộ trình sau: từ bên cạnh phố Cầu Gỗ ngược lên phía Tây Bắc (cống chéo) tới Hàng Lược, men theo phía dưới đường Phan Đình Phùng (phía ngoài mặt bắc thành Hà Nội), rồi chảy dọc theo hai phố Thụy Khuê và Hoàng Hoa Thám ngày nay ra đến đầu đường Bưởi nằm ở phía Nam Hoàng Quốc Việt (gặp đoạn sông Tô Lịch ngày nay). Đoạn sông còn lộ thiên ở Thụy Khuê đó còn được gọi là mương Thụy Khuê, nối từ cống Đõ (ở đầu dốc Lafore), chạy tới cống ngầm dưới lòng chợ Bưởi rồi đổ ra sông Tô Lịch ngày nay. Đoạn mương đó đã được bắt đầu cống hóa từ năm 2011.

### Đoạn sông ngày nay
Sông Tô Lịch ngày nay bắt đầu từ phường Nghĩa Đô thuộc quận Cầu Giấy (phía nam đường Hoàng Quốc Việt), chảy về hướng nam qua các quận huyện Ba Đình, Đống Đa, Thanh Xuân, Hoàng Mai, Thanh Trì, Thường Tín rồi hợp lưu với sông Nhuệ tại địa phận hai xã Khánh Hà và Hòa Bình thuộc huyện Thường Tín.

### Tình hình hiện nay
Sông Tô Lịch là một sông cổ của tứ giác nước Thăng Long. Ngày trước, hai bên bờ sông buôn bán tấp nập. Từ khi bị lấp, sông chỉ là một dòng thoát nước thải của thành phố, bị ô nhiễm nặng. Từ cuối những năm 1990, Tô Lịch bắt đầu được nạo vét đáy sông, kè bờ, để làm sạch và chống lấn chiếm.
Sau trận lụt lịch sử hồi đầu tháng 11 năm 2008, người dân ở Hà Nội đã được chứng kiến nước sông Tô Lịch "trong vắt" như xưa. Khi đó, sông Tô Lịch bị nước mưa làm loãng bớt bùn, dâng cao hàng mét, cuồn cuộn chảy và có cả cá bơi. Trận lụt đó đã làm sông Tô Lịch sạch sẽ trở lại chỉ trong vòng vài tuần lễ.

## Kế hoạch cải tạo sông Tô Lịch

### Dùng nước sông Hồng
Vào năm 2009, Hà Nội đã có đề án dùng nước Sông Hồng rửa sông Tô Lịch. Đề án này được coi như "tiểu đề án" đầu tiên thực hiện việc xử lý 3 vấn đề ô nhiễm môi trường bức xúc nhất trên địa bàn.

### Sử dụng nano-bioreactor
Ngày 16/05/2019, Hà Nội đã thí điểm phương án làm sạch nước sông Tô Lịch bằng công nghệ nano-bioreactor do Công ty Cổ phần Cải thiện Môi trường Nhật - Việt (JVE) thực hiện. Sau đó, vào ngày 6/6/2019 chuyên gia Nhật Bản đã công bố kết quả thí điểm, trong vòng hơn 20 ngày công nghệ này đã cơ bản đáp ứng được yêu cầu, các chỉ số về độ dày bùn, mùi hôi đã giảm đáng kể và khớp với chỉ số dự kiến trước đó.
Tuy nhiên, vẫn có nhiều ý kiến tranh cãi cho rằng, việc khoanh vùng 1 khu vực và xử lý nước chỉ giống như xử lý nước ao tù, không thể lấy kết quả đó để đưa ra kết luận chính xác về hiệu quả xử lý của công nghệ này nếu áp dụng với luồng chảy thực tế và lượng nước thải đổ vào liên tục từ các khu vực dân cư.

### Dùng nước từ hồ Tây
Mặc dù không phải là một kế hoạch được đề ra từ trước đó, nhưng việc thành phố xả hơn 1 triệu mét khối nước từ hồ Tây vào giữa tháng 7/2019 đã góp phần làm cho nước sông cải thiện rõ rệt. Tuy nhiên, đây là hành động "bất khả kháng", đồng thời lượng nước vô cùng lớn cũng đã gây thiệt hại cho dự án làm sạch bằng nano-bioreacter nói trên.

### Giải pháp cải tạo bằng nguồn vốn từ phía Nhật Bản
Liên quan đến hoạt động xử lý cải tạo sông Tô Lịch, ngày 15/9/2020, JVE Group - đơn vị đã từng thí điểm làm sạch sông Tô Lịch vào ngày 16/5/2019 đã có công văn báo cáo với Lãnh đạo Thành ủy, UBND Thành phố Hà Nội về việc đề xuất "Giải pháp tổng thể" cải tạo sông Tô Lịch trở thành "Công viên Lịch sử - Văn hoá - Tâm linh Tô Lịch" bằng nguồn vốn từ phía Nhật Bản.